# 比爾阿爾德

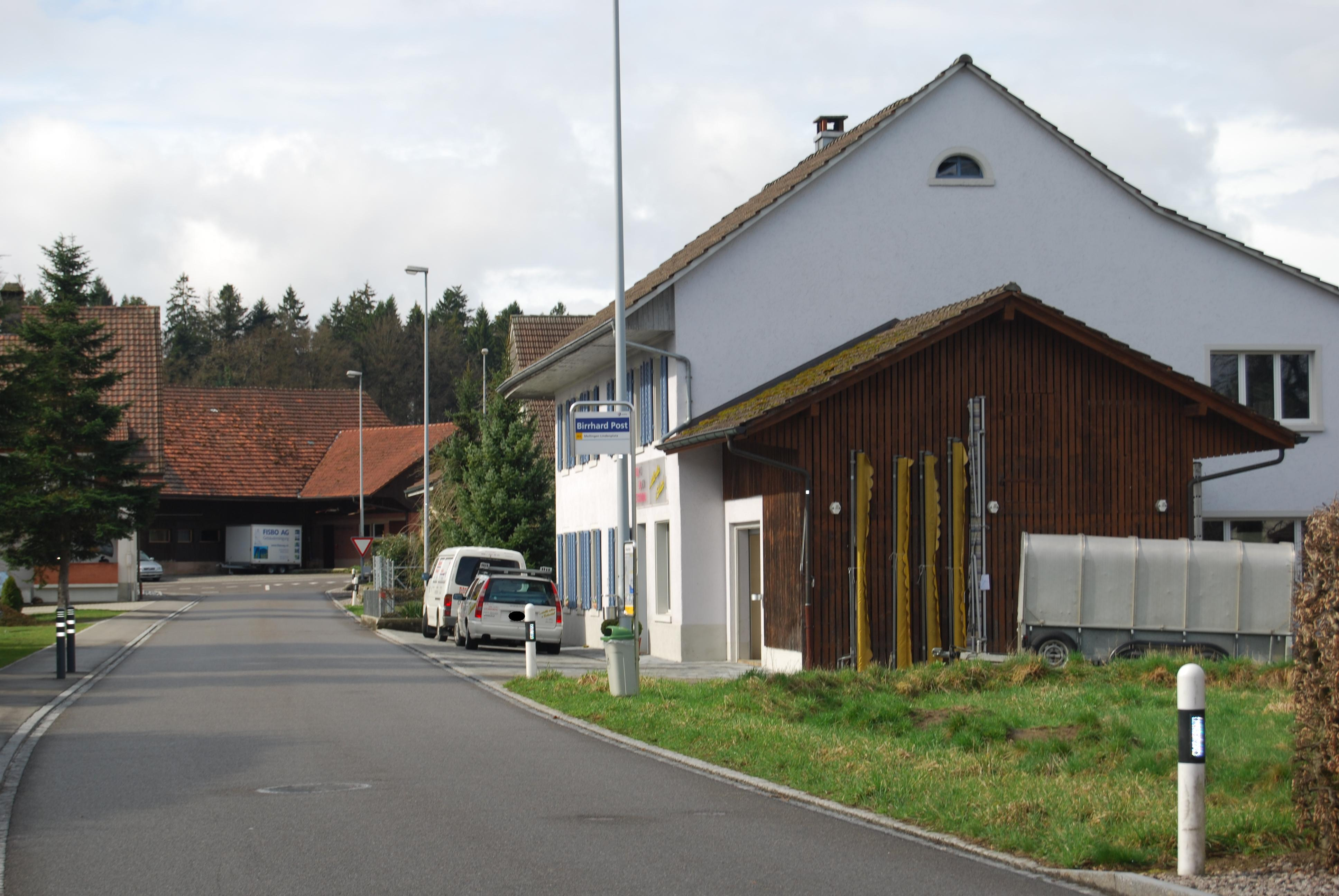

比爾阿爾德（Birrhard）是瑞士的城鎮，位於該國北部，由阿爾高州負責管轄，面積12.48平方公里，海拔高度390米，2012年人口14,808，一半人口信奉基督教，人口密度每平方公里1187人。

## 外部連結
- Official website of Birrhard